# 1771 в Україні

## Події
- похід Долгорукова на Кримське ханство в ході російсько-турецької війни, коли було здобуто Перекоп (червень), Ґезлев, Кафу. Кримське ханство було визнане незалежним, але під протекторатом Російської імперії.

## Особи

### Народились
- Двигубський Іван Олексійович (1771—1840) — український вчений-природознавець, педагог, ректор Московського університету, доктор медицини, професор.
- Мартинов Іван Іванович (1771—1833) — філолог та ботанік. Член Російської академії (1807), видавець літературного журналу «Муза».
- Милорадович Михайло Андрійович (1771—1825) — російський військовий діяч, генерал, граф (з 1813).
- Невірівський Дмитрій Петрович (1771—1813) — генерал-лейтенант, видатний полководець Франко-російської війни 1812.
- Орлай Іван Семенович (1771—1829) — медик, педагог, письменник. Доктор медицини, академік. Дійсний статський радник. Дійсний член Санкт-Петербурзької медико-хірургічної академії.
- Осип Козачківський (1771 — після 1817) — викладач, ректор Переяславської семінарії.
- Михайло Пивницький (1771—1845) — релігійний діяч РКЦ. Другий з ряду Луцько-Житомирських єпископів (1831—1845).
- Павло (Саббатовський) (1771—1832) — релігійний діяч. Випускник Києво-Могилянської академії, керівник православних установ на Слобожанщині.
- Павло Суботовський (1771—1832) — релігійний та освітній діяч, ректор Смоленської духовної семінарії, єпископ Слобідськоукраїнський і Харківський, архієпископ Астраханський і Кавказький Відомства православного сповідання Російської імперії.
- Сильвестр Суходольський (1771 — після 1820) — український релігійний та освітній діяч, ректор Смоленської духовної семінарії, архімандрит монастирів на Московщині.
- Алоїз Фелінський (1771—1820) — поет та драматург, громадський і політичний діяч.
- Юзеф Ґжеґож Хлопіцький (1771—1854) — учасник повстання Косцюшка і наполеонівських воєн; під час Листопадового повстання 1830—1831 диктатор, фактичний командувач польських військ у битві під Ґроховом.
- Пилип (Шумборський) (1771—1851) — єпископ Української Греко-Католицької Церкви; василіянин, з 1830 року єпископ Холмський і Белзький, сенатор Царства Польського.

### Померли
- Білинський Іпатій Юрій (1704—1771) — священик, василіянин, проповідник, протоігумен Руської (Коронної) провінції (1743—1747 і 1755—1759), протоархимандрит Василіянського Чину (1747—1751 і 1759—1771), архимандрит Лаврівського монастиря.
- Головацький Яків (василіянин) (1735 — після 1771) — живописець, священик УГКЦ, чернець-василіянин.
- Каплан II Ґерай (1739—1771) — кримський хан у 1770—1771 р.р.

## Засновані, зведені
- спорудження Дніпровської укріпленої лінії (від Олександрівська вздовж Кримського кордону до Петрівської фортеці) та заснування Олександрівська (нині м. Запоріжжя).
- Мукачівська греко-католицька єпархія
- Садогурська монетарня
- Шосткинський казенний завод «Зірка»
- Астрономічна обсерваторія Львівського університету
- Іванівка (Антрацитівський район)
- Костел святої Анни (Ковель)
- Церква святої Параскеви П'ятниці (Самчики)
- Успенський собор (Харків)

## Пам'ятні дати та ювілеї
- 975 років з часу (796 рік):
  - знищення Аварського каганату у Паннонії франками (інша дата — 805 рік).
- 875 років з часу (896 рік):
  - битви на Південному Бузі, де болгарський цар Симеон I розбив військо угрів та в союзі з печенігами він вигнав їх далеко на захід.
- 825 років з часу (946 рік):
  - посольства княгині Ольги до Царгорода.
  - придушення Ольгою повстання древлян після спалення Іскоростеня.
- 800 років з часу (971 рік):
  - завершення Другого Балканського походу у Болгарії князя Святослава (з 969 року) та пограбування околиць Константинополя, облога у Доростолі; поразка і відхід з Балкан. Укладення з Візантією договору на умовах 944 року.
- 775 років з часу (996 рік):
  - завершення спорудження Десятинної церкви в Києві (з 990 року) та її урочисте відкриття (25 травня), до якої прибули священики з Херсонеса. Захоронення тут праху княгині Ольги.
- 725 років з часу (1046 рік):
  - укладення миру між Візантією та Київською Руссю, яким завершилася війна, що тривала з 1043 року.
- 675 років з часу (1096 рік):
  - 19 червня — Битва на річці Трубіж — одна з битв русько-половецької війни 1090-х — 1116 років.
  - Битва на Колокші біля Володимира у якій князь Мстислав Володимирович Великий розгромив Олега Святославича.
- 625 років з часу (1146 рік):
  - завершення повстання у Києві, який у 1139 році був захоплений Всеволодом Олеговичем.
  - початку збройної боротьби князівських родів (Ольговичів, Мономаховичів, Давидовичів) за Київський престол (до 1161 року).
- 575 років з часу (1196 рік):
  - вторгнення литовців у Волинське князівство.
- 550 років з часу (1221 рік):
  - початку княжіння Данила Романовича на Волині.
- 525 років з часу (1246 рік):
  - відвідання галицько-волинським князем Данилом Романовичем столиці Орди — Сарай-Бату, де був вимушений визнати себе підлеглим хана Батия.
  - подорожі Плано Карпіні через Чехію, Польщу, Русь (Володимир, Київ) і Дон до Сарая і Монголії.
- 450 років з часу (1321 рік):
  - битви на річці Ірпінь, коли литовський князь Гедимін розбив руське військо і зайняв Київ (інша дата — 1320 рік).
- 425 років з часу (1346 рік):
  - облоги Кафи Ханом Джанібеком.
- 350 років з часу (1421 рік):
  - входження Галичини до складу Польського королівства.
- 325 років з часу (1446 рік):
  - Блокада Кафи трапезудською ескадрою. Генуезці відкупилися від греків і уклали з ними мир.
- 300 років з часу (1471 рік):
  - ліквідація Великим князівством Литовського Київського удільного князівства та утворення Київського воєводства у складі Овруцького, Київського, Житомирського та інших повітів.
- 250 років з часу (1521 рік):
  - вигнання із Казані кримським ханом Мехмедом I Ґераєм ставленика Москви із посадженням на намісництво свого брата Сахіба.
  - нальоту братів Ґераїв на околиці Москви, Нижнього Новгорода та Рязані із захопленням великої кількості бранців.
- 200 років з часу (1571 рік):
  - походу кримських татар на чолі з ханом Девлет Ґераєм на Москву, який привів до спалення кримськими татарами Москви, коли цар Іван IV втік зі своєї столиці.
  - петиції української шляхти з Київщини до польського короля про збереження прав «руської» української мови.
- 175 років з часу (1596 рік):
  - 8-10 жовтня — скликання у Бересті королем Речі Посполитої Сигізмундом III Вазою Берестейського собору, що через непримиренність позицій розколовся надвоє. Обидва собори, православний і уніатський, відбулись, не знайшли способів порозумітися: уніатський проголосив з'єднання з римсько-католицькою церквою під проводом Папи Римського, а православний засудив унію.
  - завершення повстання Наливайка 1594–1596 років у результаті програних битва під Гострим Каменем (поблизу села Трипілля на Київщині — у березні) та в ході Солоницького бою поблизу Лубен (у травні).
- 150 років з часу (1621 рік):
  - Хотинської битви (1-29 вересня), в якій війська Речі Посполитої з українськими козаками зупинили наступ Османської імперії.
  - укладення Хотинського мирного договору (8 жовтня). Османи отримали Хотин, але зобов'язалися не нападати на Україну.
  - морської кампанії за завданням Петра Сагайдачного в Чорному морі діяв козацький флот у складі 200 чайок і 10 тисяч козаків, в часі цього походу товариство здобуло Трапезунд і Синоп.
- 125 років з часу (1646 рік):
  - 24 квітня — відбулася Ужгородська унія — об'єднання з Римом православних священиків Мукачівської єпархії.
  - на Буковині запровдажено «Уложення Василя Лупула».
- 100 років з часу (1671 рік):
- 26 серпня — у битві під Брацлавом польський гетьман Ян III Собеський завдав поразки козацько-татарському війську. Польсько-козацько-татарська війна завершилася перемогою поляків.
  - 21 жовтня — би́тва під Ка́льником в ході польсько-козацько-татарської війни 1666—1671 років, коли коронний гетьман польний Ян Собеський розбив козацько-татарське військо, яке йшло на допомогу обложеному поляками Кальнику. Незважаючи на перемогу, Собеський не зміг взяти Кальника і відступив до Брацлава.
  - завершилось Слобожанське повстання 1670—1671 років — повстання у Слобідській Україні, яке було спрямоване проти влади російських воєвод, спричинене великим повстанням донських козаків на чолі зі Степаном Разіним.
- 75 років з часу (1696 рік):
  - лівобережні козаки взяли участь в захопленні Московією турецької фортеці Азов в ході Другого азовського походу — облоги, штурму і здобуття (19/29 липня) україно-російськими військами турецької фортеці Азов у гирлі Дону (травень — липень).
- 50 років з часу (1721 рік):
  - завершення Північної війни Російської імперії зі Швецією.
  - 30 серпня — підписання Ништадтського миру та закінчення Північної війни Московського царства зі Шведською імперією.
  - видання наказу про цензурування українських книжок, яким були накладені штрафи на Київську та Чернігівську друкарні за книжки «не во всем с великороссийскими сходные». Знищення Чернігівської друкарні.
  - перше взяття проб донецького вугілля з метою його промислового використання ландратом (помічникомгубернатора) Київської губернії, шляхтичем Микитою Вепрейським та капітаном Ізюмського полку, комендантом Бахмутської фортеці Семеном Чирковим в урочищі Скелеватому, що за 25 верст від Бахмута.

### Видатних особистостей

#### Народження
- 700 років з дня народження (1071 рік):
  - Євпра́ксія Все́володівна (д.-рус. Еоупраксиа; пом. 1109) — князівна із династії Рюриковичів. Німецька імператриця (1088—1105), дружина німецького імператора Генріха IV. Донька великого князя київського Всеволода Ярославича, онука Ярослава Мудрого.
  - Яросла́в Святосла́вич (пом. 1129) — князь чернігівський (1123—1127). Син Великого князя Київського Святослава II. Онук Ярослава I Мудрого.
- 550 років з дня народження (1221 рік):
  - Андрій Ярославич (пом. 1264) — третій син великого князя Ярослава Всеволодовича, князь суздальський, у 1250—1252 роках великий князь владимирський. Чоловік Устиною — доньки Короля Русі Данила Романовича та його союзник.
  - Олександр Ярославович Не́вський (пом. 1263) — князь новгородський (1236—1240,1241—1252, 1257—1259), псковський (1242), великий князь владимирський (1252—1263), формальний великий князь київський (1249—1263). Прославився завдяки перемогам у Невській битві та Битві на Чудському озері.
- 225 років з дня народження (1546 рік):
  - 7 лютого — Федір Євлашовський (Фёдар Еўлашоўскі; пом. 1616) — український письменник-мемуарист, правник, державний діяч часів Великого князівства Литовського та Речі Посполитої.
  - Петро Збаразький (пом. 1569) — український князь, державний діяч Речі Посполитої.
- 200 років з дня народження (1571 рік):
  - Шимон Ніклевич (пол. Szymon Niklewicz; пом. 1632) — церковний діяч Речі Посполитої, священик-єзуїт, педагог, уродженець Львова, ректор Віленської єзуїтської академії і університету в 1611—1614 і 1625—1629 роках.
- 175 років з дня народження (1596 рік):
- 6 січня[1][2] — Богда́н (Зино́вій-Богда́н) Миха́йлович Хмельни́цький (пом. 27 липня (6 серпня) 1657) — український військовий, політичний та державний діяч. Гетьман Війська Запорозького, очільник Гетьманщини (1648–1657). Керівник Хмельниччини — повстання проти зловживань коронної шляхти в Україні, котре переросло у загальну, очолену козацтвом, визвольну війну проти Речі Посполитої. Перший з козацьких ватажків, котрому офіційно було надано титул гетьмана[3]. Намагався розбудувати незалежну українську державу, укладаючи протягом свого правління союзи з Кримським ханством та Московським царством. Представник роду Хмельницьких.
  - Петро Могила (пом. 1647) — церковний та політичний діяч, педагог, митрополит Київський, Галицький і всієї Русі (31 грудня);
- 150 років з дня народження (1621 рік):
  - Дем'я́н Ігнатович (також відомий як Многогрі́шний[4]) (1621[5] — пом. 1703) — 3-й очільник Лівобережної гетьманщини (1668—1672). Полковник Чернігівський.
  - Михайло Юрій Чорторийський (пол. Michał Jerzy Czartoryski, пом. 1692) — аристократ часів Речі Посполитої, князь, 1653 року став волинським каштеляном, 1655-го закликав волинську шляхту до протидії шведам. 1658 був призначений брацлавським воєводою. Від короля Яна ІІ Казімежа отримав посаду волинського воєводи 20 липня 1661 року.
- 125 років з дня народження (1646 рік):
  - Іва́н Васи́льович Ломико́вський (пом. 1714) — український державний та військовий діяч доби Гетьмана Івана Мазепи. Генеральний осавул (1696—1707) та Генеральний обозний (1707—1709) в уряді Івана Мазепи. Один із лідерів Гетьманату Пилипа Орлика в екзилі (Молдова).
  - Іва́н Скоропа́дський (пом. 1722) — український військовий, політичний і державний діяч, гетьман Війська Запорозького, голова козацької держави в Лівобережній Україні (1708-1722). Представник козацького роду Скоропадських. Старший син Іллі Скоропадського. Генеральний бунчужний (1698-1699), генеральний осавул (1701-1706), стародубський полковник (1706-1708). Гетьман Глухівського періоду в історії України. Після переходу Мазепи на бік шведів, призначений головою Гетьманщини з волі московського царя Петра І.
- 100 років з дня народження (1671 рік):
  - Лаврентій Горка (пом. 1737}}) — український освітній і церковний діяч, поет, просвітитель фіно-угорських країн півночі Європи. Єпископ Відомства православного сповідання Російської імперії.
- 75 років з дня народження (1696 рік):
  - 17 жовтня — Я́ків Андрі́йович Марко́вич (пом. 1770) — український письменник-мемуарист, державний діяч Гетьманщини, син Андрія Марковича.
- 50 років з дня народження (1721 рік):
  - Тихон (в миру Тарас Якович Якубовський)[6] (помер 1786) — український релігійний діяч в добу Гетьманщини, педагог, Єпископ Російської православної церкви.
  - Архімандрит Мельхіседек (світське ім'я Матві́й Карпович Значко-Яворський) (за іншими даними — близько 1716; помер 1809) — православний церковний діяч, архімандрит, член Новгород-Сіверського патріотичного гуртка.
- 25 років з дня народження (1746 рік):
  - Іван Бондаренко (1745—1768) — ватажок гайдамацького загону під час Коліївщини.
  - Понирка Денис Васильович (1746 — близько 1790) — український лікар; професор.

#### Смерті
- 675 років з дня смерті (1096 рік):
- 6 вересня — Ізяслав Володимирович — руський князь з династії Рюриковичів, другий син Володимира Мономаха та його першої дружини Ґіти (дочки англійського короля Гарольда II Ґодвінсона). Князь курський (до 1095), ростовський і муромський (1095–1096).
- 650 років з дня смерті (1121 рік):
  - квітень — Ники́фор І — православний церковний діяч, митрополит Київський та всієї Руси (1103 або 1104—1121).
- 625 років з дня смерті (1146 рік):
  - 30 липня/1 серпня[7] — Все́волод О́льгович — руський князь із династії Рюриковичів, роду Ольговичів. Великий князь Київський (5 березня 1139 — 1 серпня 1146).
- 600 років з дня смерті (1171 рік):
  - 20 січня — Гліб Юрійович, в хрещенні Олександр — руський князь із династії Рюриковичів. Князь київський. Син Юрія Довгорукого. Став першим київським князем, що не титулувався як «Великий» (з 1169 року).
  - 30 травня — Володимир Мстиславич (нар. 1130) — руський князь із династії Рюриковичів. Великий князь київський (1171).
- 575 років з дня смерті (1196 рік):
  - 23 квітня — Бе́ла III (угор. III. Béla, нар. 1145) — угорський король (1172–1196). Син Гейзи II та Єфросинії, дочки Великого князя Київського Мстислава I Величного. Онук Мстислава Великого, правнук Володимира Мономаха.
  - Всеволод Курський — князь курський і трубчевський, менший брат князя новгород-сіверського Ігоря Святославича, син Святослава Ольговича князя черніговського.[8]
- 525 років з дня смерті (1246 рік):
  - 20 вересня — Миха́йло Чернігівський (нар. 1179) — руський князь з династії Рюриковичів, князь переяславський (1206), новгородський (1224, 1229), чернігівський (1224—1239), галицький (1235—1236), великий князь київський (1238—1239, 1241—1246).
  - 30 вересня — Яросла́в Все́володович (нар. 1191) — син князя Всеволода Велике Гніздо, князь Переяславський, великий князь Київський (1236—1238, 1246).
- 250 років з дня смерті (1521 рік):
  - Йо́сифа II Солта́на — митрополита Київського, Галицького і всієї Руси.
- 175 років з дня смерті (1596 рік):
  - Григо́рій Лобода́ — 23-й Гетьман Війська Запорозького (1593—1596  з перервами). Учасник походів на Молдову та Угорщину, очільник низовців під час повстання Северина Наливайка.
  - Семен Дениско Матвієвський, або Семен Дениско,[9] іноді Денінський[10] (? — травень-червень 1596) — військовик та урядник в українських землях Речі Посполитої. Мав посаду житомирського старости. Грушевський вказує, що він загинув під час необережного штурму табору повстанців під проводом Северина Наливайка біля Солониці.[11] За даними Яворницького Дмитра, загинув під час погоні за повстанцями, які виїхали з табору «задирати ляхів».[12]
  - Шаула Матвій — український військовий діяч, один з керівників козацького повстання 1594—1596 років під проводом Северина Наливайка, запорізький гетьман.
- 150 років з дня смерті (1621 рік):
- 30 грудня — Йов Княгиницький (також Іов Манявський, світське ім'я — Іван; нар. близько 1550) — церковно-освітній діяч західних земель Київської Русі-України.
  - Яків Бородавка — Нерода (Яцько Бородавка) — український полководець та політичний діяч, гетьман Війська Запорозького. Обраний наприкінці 1619 року виписними і нереєстровими козаками, які повстали проти польсько-шляхетського гніту і оволоділи Запорізькою Січчю, суперник Петра Сагайдачного.
- 125 років з дня смерті (1646 рік):
  - 12 жовтня — Миколай Станіслав Оборський (пол. Mikołaj Stanisław Oborski; нар. 1576) — церковний діяч Речі Посполитої, священик-єзуїт, ректор Львівської єзуїтської колегії 1635—1638, прокуратор у справі канонізації Станіслава Костки.
  - Максим Гулак (нар. 1599) — гетьман українського нерєстрового козацтва, воєначальник війська Гетьмана Карпа Півтора-Кожуха.
  - Ставровецький Кирило (Транквіліон) (нар. 1581[13]) — український (руський) православний і греко-католицький освітній та церковний діяч, архімандрит Чернігівський, поет, учений, друкар, видавець.
- 100 років з дня смерті (1671 рік):
  - Тимош Іванович Носач (Шкуратенко) — український державний і військовий діяч, Остерський полковник (1648–1649), Прилуцький полковник (1649–1651), Брацлавський полковник (1651–1654), генеральний обозний (1654–1655,1656 — 1664), сподвижник Гетьманів Війська Запорозького Богдана Хмельницького, Івана Виговського, Юрія Хмельницького і Павла Тетері.
  - Ганна Золотаренко — руська міщанка, третя дружина гетьмана Богдана Хмельницького, сестра полковників Івана та Василя Золотаренків.
- 75 років з дня смерті (1696 рік):
- 18 лютого — Феодо́сій (Теодо́сій) Мики́тович У́глицький (Святи́й Феодо́сій Черні́гівський) (нар. 30-ті роки XVII століття) — Святий Православної Церкви, український церковний діяч періоду Руїни.
  - Костянтин Дмитрович Солонина — полковник київський (1669—1678, 1687—1689). Посол гетьмана Дем'яна Многогрішного до Москви на з'їзд московсько-польських послів у Мигновичах 1671 і Івана Самойловича до Москви (1676). Член української делегації на чолі з гетьманом Іваном Мазепою до Москви 1689. За участь у старшинській опозиції проти Мазепи був позбавлений уряду (1689) і відтоді політичної ролі не грав.
- 50 років з дня смерті (1721 рік):
  - Іван Федорович Сулима — український полководець, генеральний хорунжий Війська Запорозького (1708–1721), наказний гетьман (з 1718).
  - Василь Йосипович Верлецький — український політичний діяч, дипломат часів Гетьмана Івана Мазепи.
  - Сильвестр (Пиновський) (за іншою інформацією — помер у 1722) — український церковний діяч, ректор Києво-Могилянської академії.
- 25 років з дня смерті (1746 рік):
- 12 грудня — Атанасій (Шептицький) (1686—1746) — єпископ Руської Унійної Церкви; з 18 серпня 1729 року Митрополит Київський — предстоятель Української (Руської) Греко-Католицької Церкви.